# Oreobates ibischi
Oreobates ibischi es una especie de anfibio anuro de la familia Craugastoridae.

## Distribución geográfica
Esta especie es endémica del centro de Bolivia. Habita entre los 750 y 1800 m de altitud en el departamento occidental de Santa Cruz y en la provincia de Belisario Boeto en el departamento de Chuquisaca.

## Etimología
Esta especie lleva el nombre en honor a Pierre Leonhard Ibisch.

## Publicación original
- Reichle, Lötters & De la Riva, 2001 : A new species of the discoidalis group of Eleutherodactylus (Anura, Leptodactylidae) from inner-Andean dry valleys of Bolivia. Journal of Herpetology, vol. 35, n.º 1, p. 21-26.[5]